# Flavio Orsini
Flavio Orsini est un cardinal italien, né en 1532 à Rome, capitale des États pontificaux, et décédé le 16 mai 1581 à Pouzzoles.
Il est de la famille Orsini des papes Célestin III (1191-1198), Nicolas III (1277-1280) et Benoît XIII (1724-1730) et des cardinaux Matteo Orsini (1262), Latino Malabranca Orsini, O.P. (1278), Giordano Orsini (1278), Napoleone Orsini (1288), Francesco Napoleone Orsini (1295), Giovanni Gaetano Orsini (1316), Matteo Orsini (1327), Rinaldo Orsini (1350), Giacomo Orsini (1371), Poncello Orsini (1378), Tommaso Orsini (vers 1383), Giordano Orsini, iuniore (1405), Latino Orsini (1448), Cosma Orsini (1480), Giovanni Battista Orsini (1483), Franciotto Orsini (1517), Alessandro Orsini (1615), Virginio Orsini, O.S.Io.Hieros. (1641) et Domenico Orsini d'Aragona (1743).

## Repères biographiques
Flavio Orsini est élu évêque de Muro en 1560 et est consacré le 15 mars 1561 par le cardinal Giovanni Michele Saraceni avec comme co-consécrateurs Giovanni Giacomo Barba (it) et Giulio Galletti (en). Il est transféré au diocèse de Spolète en 1562. Il est aussi référendaire au tribunal suprême de la Signature apostolique et achète le poste d'auditeur à la chambre apostolique en 1561.
Orsini est créé cardinal par le pape Pie IV lors du consistoire de 12 mars 1565. Il participe au conclave de 1565-1566, lors duquel Pie V est élu et de 1572 (élection de Grégoire XIII).
Il est administrateur de l'archidiocèse de Cosenza à partir de 1569. Il est préfet de la signature des brefs.